# Stadionul Petrovski
Stadionul Petrovski (în rusă Стадион «Петровский») este un complex sportiv din Sankt Petersburg, Rusia. Acesta este „casa” clubului de fotbal FC Zenit Sankt Petersburg.
Întregul complex este amplasat pe insula Petrovski de pe râul Neva și constă din: arena mare, arena mică și câteva clădiri adiacente, printre care magazinul de firmă „Zenit” și un restaurant-bar.
Arena mare a complexului are o capacitate de 21,504 locuri.
Arena mică a complexului are o capacitate de 2835 de locuri și a fost construită în 2008. Ea găzduiește meciurile a mai multe cluburi profesioniste care evoluează în ligile inferioare ale campionatului Rusiei, printre care: FC Dinamo Sankt Petersburg, FC Zenit-2 Sankt Petersburg și FC Sever Murmansk.

## Galerie foto

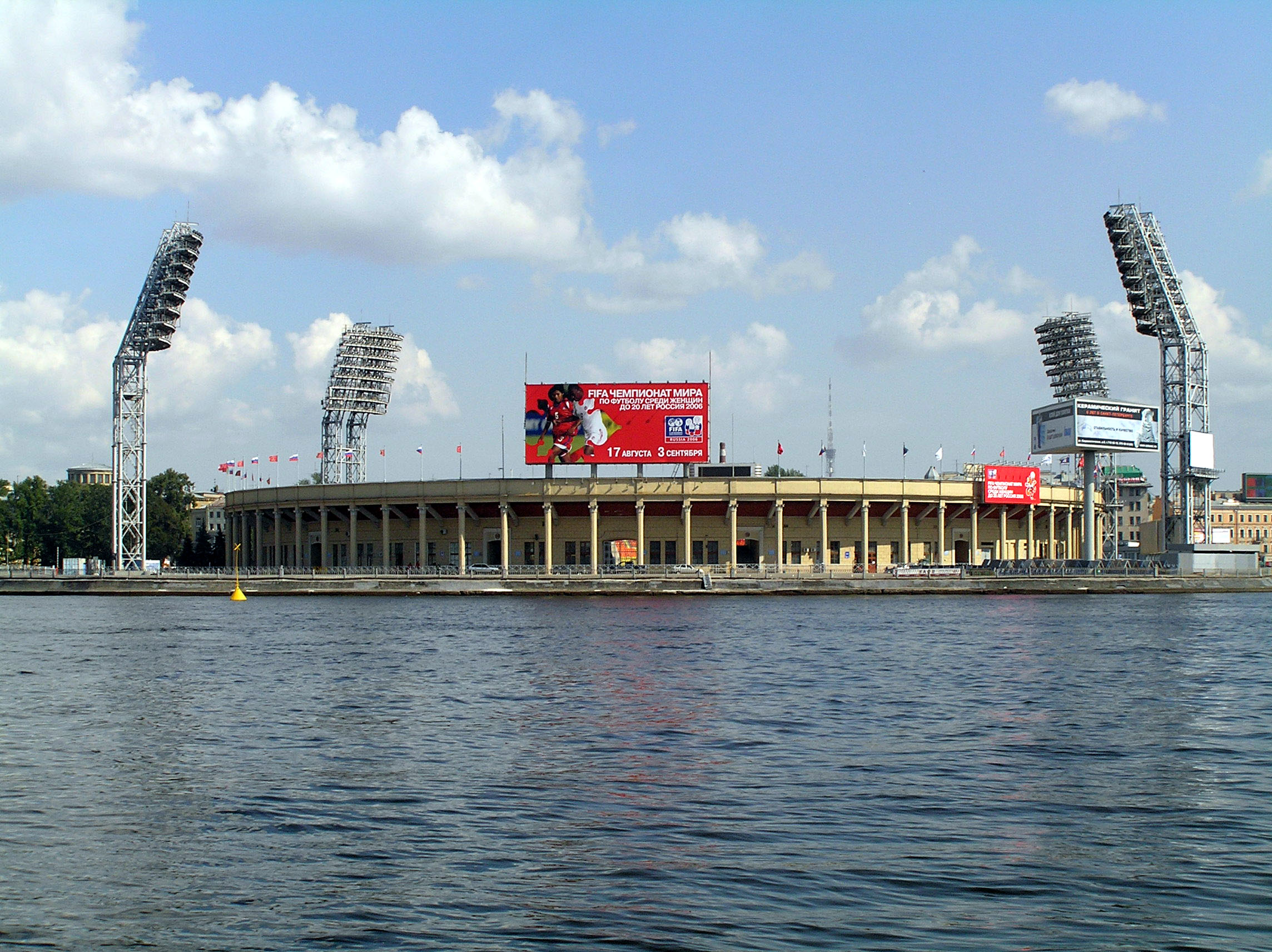
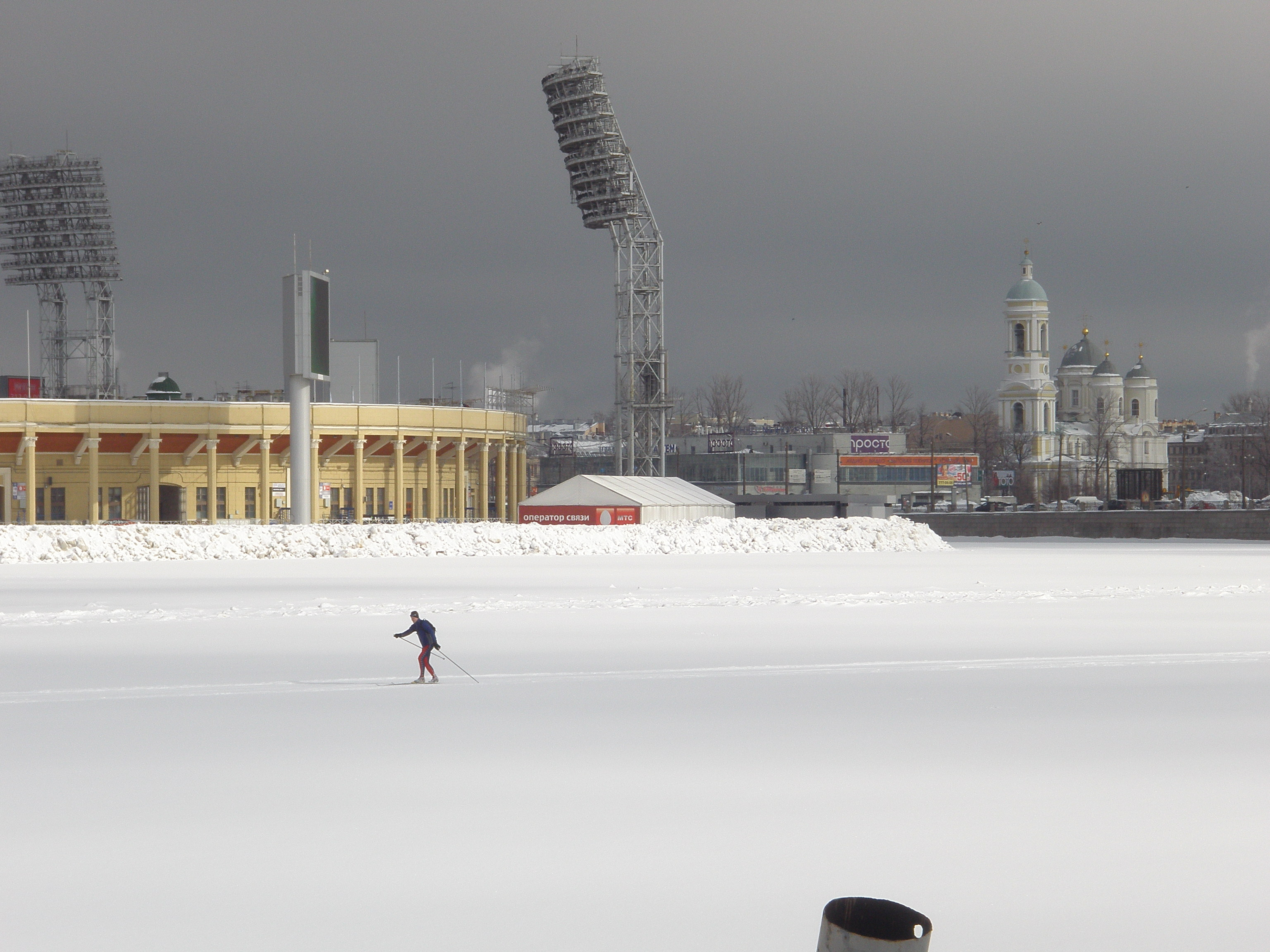
Stadionul pe timp de iarnă
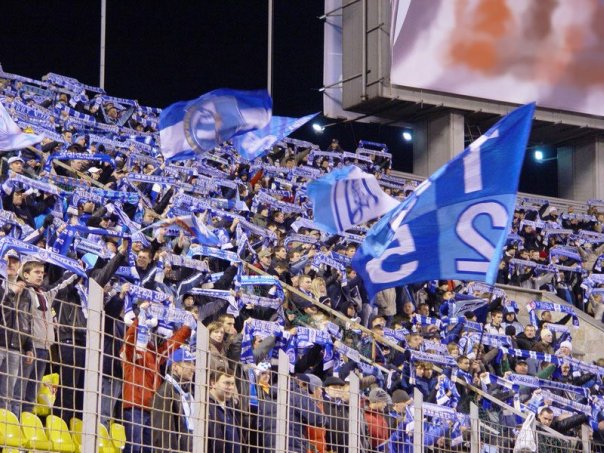
Suporterii lui Zenit pe stadion în 2008
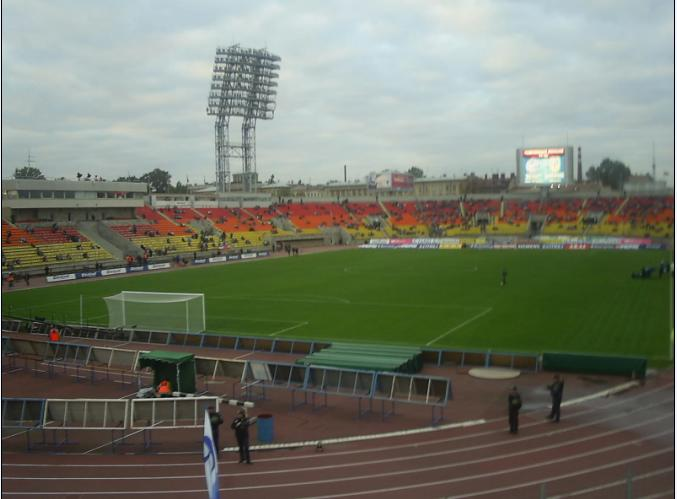
Stadionul Petrovski în 2005
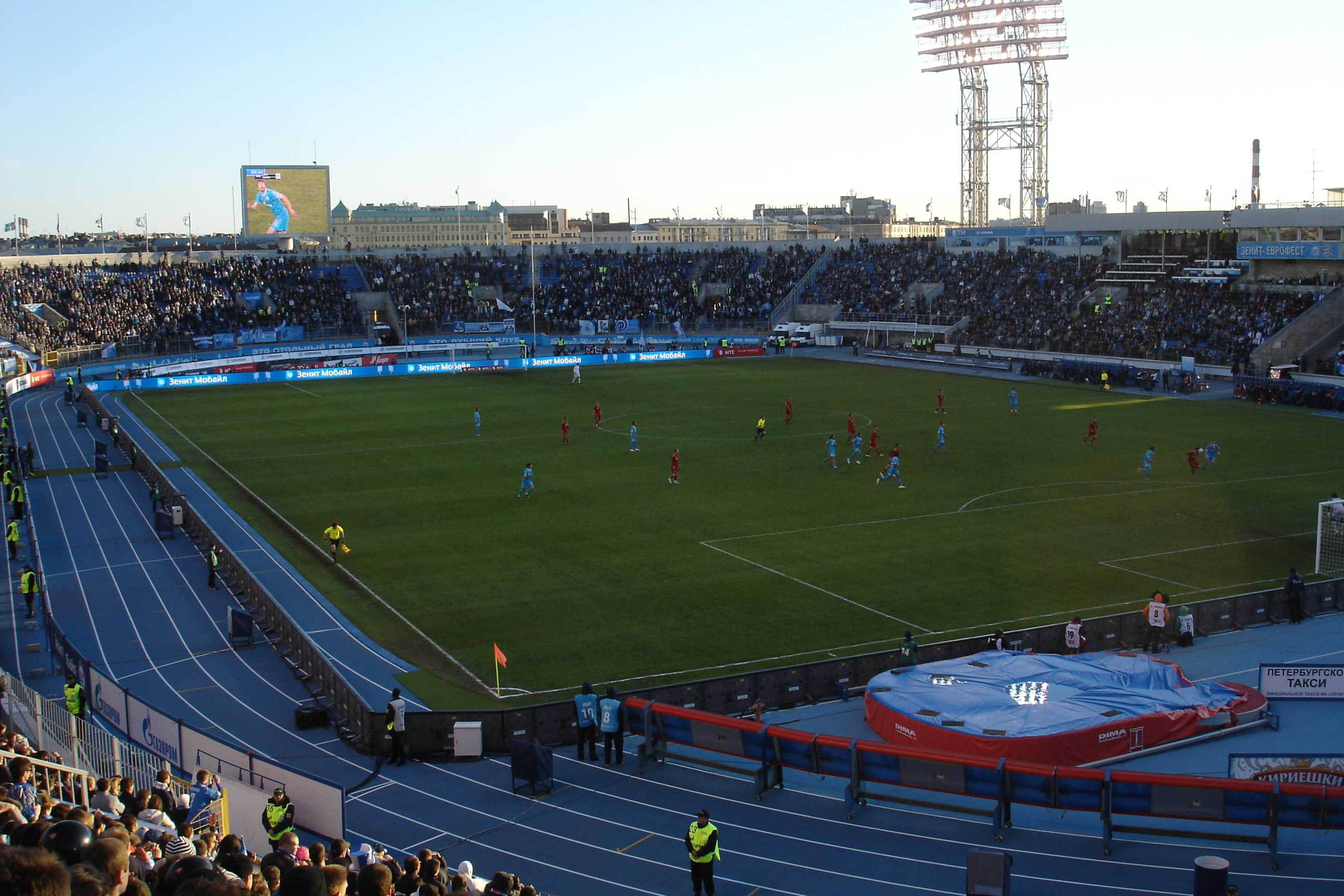